# 袁小曼
袁小曼（英語：Bonnie Yuen Siu Man，1982年7月23日—），香港女演員，原名袁婉雯。

## 生平
袁小曼曾于2001年改為藝名用至袁婉雯的名字，曾參加過由亞洲電視舉辦的《女優選拔賽》，在2008年參選亞洲小姐競選獲得殿軍而入行。參加選美之前是一位空姐，曾為亞洲電視合約女藝員，於2012 - 2013年結婚，丈夫為利嘉閣地產集團經理高層廖偉強等。
目前，袁小曼她是亞洲電視女藝員未效力過無綫電視的合約藝員。

## 演出作品

### 節目主持
- 亞洲電視
  - 2009年-2010年《時尚生活Guide》
  - 2009年《亞洲美食100強》
  - 2009年《滋味東莞菜》

### 參與節目
- 蘋果日報
  - 2009年《娛樂開CHAT》